# Valerijus Grešnovas
Valerijus Grešnovas (* 21. Februar 1914 in Samara; † 1. Juli 1987 in Kaunas) war ein litauischer Basketballtrainer, Handballtrainer, Rugbytrainer, Hochschullehrer und Sportfunktionär.

## Karriere
Valerijus Grešnovas studierte am litauischen Institut für Leibeserziehung in Kaunas. Von 1945 bis 1980 lehrte er dort und leitete einen Lehrstuhl, von 1972 an war er dort Dozent. Er war einer der Initiatoren für Rugby, Hockey und Badminton in Litauen.
1941 trainierte er das litauische Basketball-Team der Frauen. 1947 wurde seine Mannschaft UdSSR-Juniorenmeister im Basketball. 1948 bis 1950 trainierte er das litauische Basketball-Team der Herren, von 1955 bis 1956 das litauische Hockey-Team der Männer, von 1963 bis 1964 die litauische Männer-Handballmannschaft, von 1967 bis 1968 das litauische Männer-Rugbyteam. Von 1955 bis 1965 betreute er Teams der Sportuniversität Litauens. 1963 wurde er als Trainer UdSSR-Meister im Herren-Handball.